# 瑪利歐vs.大金剛 突擊！迷你樂園
《瑪利歐vs.咚奇剛 突擊！迷你樂園》（中国大陆旧译，香港旧译，台湾旧译，按美版又译作“瑪利歐vs.咚奇剛 迷你王国的大混乱！”）是任天堂於2010年11月14日在任天堂DS上發售的動作益智遊戲。本作由位于美国的任天堂软件技术开发，首次公开于2010年的E3游戏电玩展上。

## 故事概要
「瑪利歐玩具公司」的社長瑪利歐一手建造了新的主題樂園「迷你樂園」，迷你樂園的開放日同時只要最先入場者100位就能獲得新產品玩具「迷你寶琳」的贈品活動，大金剛聽到消息就高興得來想領贈品，但他運氣不好是第101位反而領不到贈品就激怒得抓走寶琳本人，瑪利歐和迷你瑪利歐搭乘迷你樂園的列車「超級迷你瑪利歐特快車」趕緊追大金剛及救回寶琳。

## 關卡構成
此遊戲的Attraction 1~8有各8個通常關、各1個頭目關、各1個迷你遊戲等，「最後戰鬥」無關卡，「讀秒舞台」有20關、「特殊舞台」有10關。有「追加模式(プラスモード)」。總共220關。

## 外部連結
- 官方网站（日語）
- 官方网站（英文）